# Bruchophagus muli
Bruchophagus muli är en stekelart som beskrevs av Boucek och Brough 1985. Bruchophagus muli ingår i släktet Bruchophagus och familjen kragglanssteklar.
Artens utbredningsområde är Papua Nya Guinea. Inga underarter finns listade.